# Щербаков, Денис Леонидович
Денис Леонидович Щербаков (род. 7 августа 1978, Витебск) — белорусский футбольный судья. Судья ФИФА с 2012 года.

## Биография

### Игровая карьера
Родился 7 августа 1978 года в Витебске. Окончил Витебский государственный технологический университет, а позже институт переподготовки при Белорусском государственном университете физической культуры. Занимался футболом с 7 лет. Дебютировал на профессиональном уровне в 1995 году, сыграв 4 матча за клуб «Кимовец» в первой лиге Белоруссии. В 1997 году присоединился к другому клубу Первой лиги «Локомотив» (Витебск), но по итогам сезона вылетел с командой во вторую лигу, где продолжал играть за «Локомотив» ещё три года. В 2001 году выступал за клуб второй лиги «Руденск». Затем, после двухлетнего перерыва, провёл сезон в клубе второй лиги «Орша», после чего ушёл из профессионального футбола.

### Судейская карьера
Матчи высшей лиги Белоруссии обслуживает с 2010 года, в мае 2020 года отсудил уже 150-й матч. Часто работает в судейской бригаде Алексея Кульбакова. В 2012 году Щербаков дебютировал главным арбитром в еврокубках. 5 июля он отсудил матч первого отборочного раунда Лиги Европы УЕФА между исландским «Хабнарфьордюром» и лихтенштейнским «Эшен-Маурен» (2:1), в котором показал два предупреждения. 11 июля 2018 года дебютировал в квалификации Лиги чемпионов, отсудив встречу «Спартак» (Трнава) — «Зриньски» (1:0).
В 2013 году Денис Щербаков был назначен главным арбитром на матч за Суперкубок Белоруссии.
9 июня 2018 года отсудил свой первый международный товарищеский матч между сборными Латвии и Азербайджана.

## Критика
- Матч Высшей лиги «Брест» — «Гомель», состоявшийся 15 сентября 2012 года, окончился громким скандалом. Арбитр матча Денис Щербаков показал две красные карточки футболистам «Гомеля» и, по словам тренера вратарей «Гомеля» Эдуарда Тучинского, ругал их матом:

|  | Судья позволял себе недопустимое — оскорблял игроков матом прямо на поле, я это четко слышал! Когда футболисты пытались что-то сказать в ответ, возмущаться, — показывал жёлтую карточку.Футбольный арбитр ругался матом на футболистов? |